# مدیریت پایگاه داده
مدیریت پایگاه داده وظیفه مدیریت و نگهداری نرم‌افزار سیستم‌های مدیریت پایگاه داده (DBMS) است. نرم‌افزارهای DBMS اصلی مانند Oracle، IBM Db2 و Microsoft SQL Server نیاز به مدیریت مداوم دارند. به این ترتیب، شرکت‌هایی که از نرم‌افزار DBMS استفاده می‌کنند، اغلب پرسنل تخصصی فناوری اطلاعات به نام مدیران پایگاه داده یا DBA را استخدام می‌کنند.

## مسئولیت‌ها
- نصب، پیکربندی و ارتقاء نرم‌افزار سرور پایگاه داده و محصولات مرتبط.
- ارزیابی ویژگی‌های پایگاه داده و محصولات مرتبط با پایگاه داده
- ایجاد و حفظ سیاست‌ها و رویه‌های پشتیبان‌گیری و بازیابی صحیح
- مراقبت از طراحی و پیاده‌سازی پایگاه داده
- پیاده‌سازی و حفظ امنیت پایگاه داده (ایجاد و نگهداری کاربران و نقش‌ها، اختصاص امتیازات).
- تنظیم پایگاه داده و نظارت بر عملکرد.
- تنظیم برنامه و نظارت بر عملکرد.
- تنظیم و نگهداری اسناد و استانداردها.
- برنامه‌ریزی رشد و تغییرات (برنامه‌ریزی ظرفیت).
- کار کردن به عنوان بخشی از یک تیم و در صورت لزوم ارائه پشتیبانی ۲۴ ساعته.
- انجام عیب‌یابی فنی کلی و تعیین معایب و نقاط ضعف.
- بازیابی پایگاه داده

## انواع
سه نوع DBA وجود دارد:
1. DBAهای سیستم (همچنین به عنوان DBA فیزیکی، DBA عملیات یا DBA پشتیبانی تولید نیز گفته می‌شود): تمرکز بر جنبه‌های فیزیکی مدیریت پایگاه داده مانند نصب DBMS، پیکربندی، وصله، ارتقاء، پشتیبان‌گیری، بازیابی، به روز رسانی، بهینه‌سازی عملکرد، نگهداری و بازیابی از فاجعه.
2. DBAهای توسعه: تمرکز بر جنبه‌های منطقی و توسعه مدیریت پایگاه داده مانند طراحی و نگهداری مدل داده، تولید DDL (زبان تعریف داده)، نوشتن و تنظیم SQL، کدگذاری رویه‌های ذخیره شده، همکاری با توسعه دهندگان برای کمک به انتخاب مناسب‌ترین ویژگی DBMS/ عملکرد و سایر فعالیت‌های پیش تولید.
3. DBAهای کاربردی: معمولاً در سازمان‌هایی یافت می‌شوند که نرم‌افزارهای کاربردی شخص ثالث مانند سیستم‌های ERP (برنامه‌ریزی منابع سازمانی) و CRM (مدیریت ارتباط با مشتری) را خریداری کرده‌اند. نمونه‌هایی از این نرم‌افزارهای کاربردی شامل Oracle Applications , Siebel و PeopleSoft (هر دو اکنون بخشی از Oracle Corp.) و SAP هستند. DBAهای برنامه در مرز بین DBMS و نرم‌افزار کاربردی قرار دارند و مسئول اطمینان از بهینه‌سازی کامل برنامه برای پایگاه داده و بالعکس هستند. آنها معمولاً تمام مؤلفه‌های برنامه‌ای را که با پایگاه داده تعامل دارند مدیریت می‌کنند و فعالیت‌هایی مانند نصب و وصله برنامه‌ها، ارتقای برنامه‌ها، شبیه‌سازی پایگاه داده، ساخت و اجرای روال‌های پاکسازی داده‌ها، مدیریت فرایند بارگذاری داده‌ها و غیره را انجام می‌دهند.

در حالی که افراد معمولاً در یک نوع مدیریت پایگاه داده تخصص دارند، در سازمان‌های کوچکتر، یافتن یک فرد یا گروهی که بیش از یک نوع مدیریت پایگاه داده را انجام می‌دهد غیر معمول نیست.

## اتوماسیون مدیریت پایگاه داده
درجه ای که مدیریت یک پایگاه داده به صورت خودکار انجام می‌شود، مهارت‌ها و پرسنل مورد نیاز برای مدیریت پایگاه‌های داده را دیکته می‌کند؛ بنابراین، یک سیستمی با حداقل اتوماسیون مدیریت (منظور مدیریت خودکار است) معمولاً منابع زیادی دارد که نیازمند مدیریت باتجربه هستند. به‌طور معمول ۵–۱۰ پایگاه داده یک DBA نیاز دارند. از طرف دیگر، یک سازمان ممکن است تصمیم بگیرد مقدار قابل توجهی از کارهایی را که می‌توان به صورت دستی انجام داد، خودکار کند، بنابراین مهارت‌های مورد نیاز برای انجام وظایف را کاهش می‌دهد. با افزایش اتوماسیون، نیازهای پرسنلی سازمان به کارگران بسیار ماهر برای ایجاد و مدیریت اتوماسیون و گروهی از DBAهای «خط» با مهارت پایین تقسیم می‌شود که به سادگی اتوماسیون را اجرا می‌کنند.
کار مدیریت پایگاه داده پیچیده، تکراری، زمان بر است و به آموزش قابل توجهی نیاز دارد. از آنجایی که پایگاه‌های اطلاعاتی داده‌های ارزشمند و حیاتی را در خود جای داده‌اند، شرکت‌ها معمولاً به دنبال افرادی با چندین سال تجربه هستند. مدیریت پایگاه داده اغلب به DBAها نیاز دارد که در ساعات غیرفعال کار کنند (به عنوان مثال، برای برنامه‌ریزی شده پس از ساعت کار، در صورت قطعی مرتبط با پایگاه داده یا اگر عملکرد به شدت کاهش یافته‌است). DBAها معمولاً برای ساعات طولانی به خوبی جبران می‌شوند.
یکی از مهارت‌های کلیدی مورد نیاز که اغلب در هنگام انتخاب DBA نادیده گرفته می‌شود، بازیابی پایگاه داده (بخشی از بازیابی فاجعه) است. این یک مورد "اگر" نیست، بلکه یک مورد "چه
زمانی" است که یک پایگاه داده دچار شکست می‌شود، از یک شکست ساده تا یک شکست فاجعه بار کامل. خرابی ممکن است خرابی داده‌ها، خرابی رسانه یا خطاهای ناشی از کاربر باشد. در هر دو حالت، DBA باید مهارت بازیابی پایگاه داده را در یک نقطه زمانی معین داشته باشد تا از از دست رفتن داده‌ها جلوگیری کند.

## ابزارهای مدیریت پایگاه داده
اغلب، نرم‌افزار DBMS با ابزارهای خاصی برای کمک به DBAها در مدیریت DBMS ارائه می‌شود. به این گونه ابزارها ابزار ذاتی (نیتیو) می‌گویند. به عنوان مثال، Microsoft SQL Server همراه با SQL Server Management Studio و Oracle دارای ابزارهایی مانند SQL*Plus و Oracle Enterprise Manager/Grid Control است. علاوه بر این، اشخاص ثالث مانند BMC، نرم‌افزار Quest، Embarcadero Technologies , patchVantage و SQL Maestro Group ابزارهای رابط کاربری گرافیکی را برای نظارت بر DBMS ارائه می‌دهند و به DBAها کمک می‌کنند تا عملکردهای خاصی را در داخل پایگاه داده آسان‌تر انجام دهند.
نوع دیگری از نرم‌افزار پایگاه داده برای مدیریت تهیه پایگاه‌های اطلاعاتی جدید و مدیریت پایگاه‌های داده موجود و منابع مرتبط با آنها وجود دارد. فرایند ایجاد یک پایگاه داده جدید می‌تواند شامل صدها یا هزاران مرحله منحصر به فرد از برآورده کردن پیش نیازها تا پیکربندی پشتیبان‌گیری باشد که در آن هر مرحله قبل از شروع مرحله بعدی باید موفقیت‌آمیز باشد. از یک انسان نمی‌توان انتظار داشت که این روش را هر چند وقت یکبار به همان شیوه انجام دهد - به ویژه زمانی که پایگاه داده‌های چندگانه وجود دارد. با افزایش تعداد DBAها، بدون اتوماسیون، تعداد پیکربندی‌های منحصربه‌فرد اغلب افزایش می‌یابد و پشتیبانی آنها پرهزینه/سخت می‌شود. همه این رویه‌های پیچیده را می‌توان توسط DBAهای نخبه (با سطح مهارت بالا) در نرم‌افزار اتوماسیون پایگاه داده مدل‌سازی کرد و سپس توسط DBAهای معمولی (با سطح مهارت استاندارد) اجرا نمود. نرم‌افزارهایی به‌طور خاص برای بهبود قابلیت اطمینان و تکرارپذیری این روش‌ها مانند پالت داده‌های Stratavia و GridApp Systems Clarity ایجاد شده‌اند.

## تأثیر فناوری اطلاعات و اتوماسیون ابری
عملیات اتوماسیون پایگاه داده از سال ۲۰۰۹، به دنبال معرفی AWS RDS توسط خدمات وب آمازون، که پایگاه داده خودکار و مدیریت شده را به عنوان یک سرویس ارائه می‌کند، رشد کرده‌است. Microsoft Azure یک پایگاه داده خودکار مشابه را به عنوان یک سرویس در سال ۲۰۱۰ راه اندازی کرد، با SQL Azure، که دارای پشتیبان‌گیری خودکار، با تکرار جغرافیایی و در دسترس بودن بالا (HA) است. معرفی کانتینرهای داکر docker (نرم‌افزار) پشتیبانی از تحویل سریع نمونه‌های پایگاه داده کانتینری را افزایش داده‌است و هر دو سرویس وب آمازون و Microsoft Azure پشتیبانی خودکار از کانتینرها را در خدمات مربوطه خود افزایش داده‌اند.
پشتیبانی شخص ثالث برای تصاویر کانتینر پایگاه داده افزایش یافته‌است، از جمله MongoDB، PostgreSQL , MySQL از Oracle، و Microsoft SQL Server از مایکروسافت، و از پورت‌های مستقل docker (نرم‌افزار) Windocks Kubernetes، و توسعه الگوی Kubernetes Operator. توسط CoreOS، توانایی هماهنگ‌کردن کانتینر پایگاه داده را بیشتر گسترش داد. اپراتورهای Kubernetes توسط اشخاص ثالث برای فعال کردن امکان مدیریت خودکار پایگاه داده، از جمله استقرار نمونه‌های پایگاه داده، ارتقاء نسخه‌های پایگاه داده یا انجام پشتیبان‌گیری استفاده شده‌اند.
فن‌آوری‌های جدیدتر مانند مجموعه پالت داده Stratavia و GridApp Systems Clarity شروع به افزایش اتوماسیون پایگاه‌های داده‌ای کرده‌اند که باعث کاهش وظایف مرتبط با پایگاه داده می‌شود. با این حال، در بهترین حالت، این فقط میزان فعالیت‌های تکراری و پیش پا افتاده را کاهش می‌دهد و نیاز به DBA را از بین نمی‌برد. هدف از اتوماسیون DBA این است که DBAها را قادر می‌سازد تا بر فعالیت‌های فعال تر پیرامون معماری پایگاه داده، استقرار، عملکرد و مدیریت سطح خدمات تمرکز کنند.
هر پایگاه داده به یک حساب مالک پایگاه داده نیاز دارد که بتواند تمام عملیات مدیریت طرحواره (اسکیما) را انجام دهد. این حساب مخصوص پایگاه داده‌است و نمی‌تواند واردمدیر داده (Data Director) شود. می‌توانید حساب‌های مالک پایگاه داده را پس از ایجاد پایگاه داده اضافه کنید. کاربران مدیر داده(Data Director) باید برای مشاهده پایگاه داده، موجودیت‌های آن و داده‌های آن یا انجام وظایف مدیریت پایگاه داده، با اعتبارنامه‌های خاص پایگاه داده خود وارد شوند. مدیران پایگاه داده و توسعه دهندگان برنامه تنها در صورتی می‌توانند پایگاه داده‌ها را مدیریت کنند که مجوزها و نقش‌های مناسبی توسط مدیر سازمان به آنها داده شده باشد. مجوزها و نقش‌ها باید در گروه پایگاه داده یا در پایگاه داده اعطا شوند و فقط در سازمانی اعمال می‌شوند که در آن اعطا می‌شوند.

## آموزش مدیریت پایگاه داده
چندین مؤسسه آموزشی وجود دارد که دوره‌های حرفه‌ای، از جمله برنامه‌های آخر شب را ارائه می‌دهند تا به داوطلبان امکان یادگیری مدیریت پایگاه داده را بدهند. همچنین، فروشندگان DBMS مانند اوراکل، مایکروسافت و IBM برنامه‌های صدور گواهینامه را برای کمک به شرکت‌ها برای استخدام متخصصان DBA واجد شرایط ارائه می‌دهند. مدرک دانشگاهی در علوم کامپیوتر یا رشته مرتبط مفید است اما لزوماً پیش نیاز نیست.